# 아르투로 페니체
아르투로 페니체(Arturo Peniche, 1962년 7월 17일 ~ )는 멕시코의 배우이다.